# Postać Jordana
Postać Jordana macierzy – macierz w specjalnej, prawie przekątniowej, postaci związana z daną macierzą przez przejście odpowiadające zmianie bazy. Nazwa była wprowadzona dla uhonorowania francuskiego matematyka Camille’a Jordana.
Postać Jordana kwadratowej macierzy {\displaystyle A} to przedstawienie
{\displaystyle A=PJP^{-1},}
gdzie:
- {\displaystyle A} – dana macierz,
- {\displaystyle P} – pewna macierz nieosobliwa, której niektórymi kolumnami są wektory własne macierzy {\displaystyle A,}
- {\displaystyle J} – szukana macierz Jordana.

Żądamy, by macierz Jordana była w szczególnej postaci. Na diagonali miała klatki (zwane klatkami Jordana), czyli
{\displaystyle J={\begin{pmatrix}J_{1}&0&\cdots &0\\0&J_{2}&\cdots &0\\\vdots &\vdots &\ddots &\vdots \\0&0&0&J_{n}\end{pmatrix}}.}
Zaś każda klatka Jordana ma daną wartość własną na diagonali i liczbę 1 ponad nią:
{\displaystyle J_{k}={\begin{pmatrix}\lambda _{k}&1&0&0&\cdots &0\\0&\lambda _{k}&1&0&\cdots &0\\0&0&\lambda _{k}&1&\cdots &0\\\vdots &\vdots &\vdots &\vdots &\ddots &\vdots \\0&0&0&0&\lambda _{k}&1\\0&0&0&0&0&\lambda _{k}\end{pmatrix}}.}
Każdej klatce Jordana odpowiada dokładnie jeden wektor własny, ale może istnieć kilka klatek Jordana o tej samej wartości własnej.
Wymiar pojedynczej klatki jest z przedziału {\displaystyle \{1,2,\dots ,N\},} gdzie {\displaystyle N} to wymiar macierzy {\displaystyle A.}
Macierz Jordana to macierz trójkątna górna. Można równie dobrze umówić się, że macierze Jordana są dolnotrójkątne (jedynki są poniżej diagonali), jednak historycznie przyjęto używać macierzy górnotrójkątnych.

## Rozkład Jordana
Rozkład Jordana to przedstawienie macierzy {\displaystyle A} w postaci iloczynu trzech macierzy
{\displaystyle A=PJP^{-1},}
przy oznaczeniach jak z początku artykułu.
Twierdzenie Jordana mówi, że nad ciałem algebraicznie domkniętym taki rozkład zawsze istnieje.

## Zastosowania

### Podobieństwo
Dwie macierze {\displaystyle A} i {\displaystyle B} są podobne wtedy i tylko wtedy, gdy mają taką samą postać Jordana. Pokażemy implikację w jedną stronę.
{\displaystyle P_{A}^{-1}AP_{A}=J=P_{B}^{-1}BP_{B},}
co daje
{\displaystyle A=P_{A}P_{B}^{-1}BP_{B}P_{A}^{-1}.}

### Potęgowanie macierzy
Stosunkowo łatwo jest podnosić do potęgi macierz kwadratową w postaci Jordana.
{\displaystyle {\begin{aligned}A^{m}&=(PJP^{-1})^{m}=\overbrace {PJP^{-1}PJP^{-1}\dots PJP^{-1}} ^{m}\\&=PJ^{m}P^{-1}=P\operatorname {diag} (J_{1}^{m},J_{2}^{m},\dots ,J_{n}^{m})P^{-1}\end{aligned}}}

## Twierdzenie
Twierdzenie Jordana – twierdzenie algebry liniowej o istotnym znaczeniu w teorii równań różniczkowych. Sformułowane przez francuskiego matematyka Camille Jordana.
Załóżmy, że {\displaystyle V} jest skończeniewymiarową przestrzenią liniową nad ciałem algebraicznie domkniętym {\displaystyle F} (w szczególności, ciałem liczb zespolonych) oraz {\displaystyle \varphi } jest endomorfizmem tej przestrzeni. Wówczas istnieje baza przestrzeni {\displaystyle V} w której {\displaystyle \varphi } ma macierz w postaci macierzy klatkowej
{\displaystyle J=\left[{\begin{matrix}A_{1}&0&0&0&\cdots &0\\0&A_{2}&0&0&\cdots &0\\0&0&A_{3}&0&\cdots &0\\\vdots &\vdots &\vdots &\ddots &\ddots &\vdots \\0&0&0&0&A_{k-1}&0\\0&0&0&0&0&A_{k}\end{matrix}}\right],}
gdzie każda macierz {\displaystyle A_{i}} jest postaci
{\displaystyle A_{i}=\left[{\begin{matrix}\lambda _{i}&1&0&0&\cdots &0\\0&\lambda _{i}&1&0&\cdots &0\\0&0&\lambda _{i}&1&\cdots &0\\\vdots &\vdots &\vdots &\ddots &\ddots &\vdots \\0&0&0&0&\lambda _{i}&1\\0&0&0&0&0&\lambda _{i}\end{matrix}}\right],\quad \lambda _{i}\in F,\;i\in \{1,\dots ,k\}.}
Macierz {\displaystyle A_{i}} nazywamy klatką Jordana. Elementy diagonalne {\displaystyle \lambda _{i}} są wartościami własnymi endomorfizmu {\displaystyle \varphi .} Liczba wystąpień danej liczby {\displaystyle \lambda } na przekątnej macierzy nazywana jest krotnością wartości własnej {\displaystyle \lambda .}